# 阿萊克斯·德尼索夫
阿萊克斯·德尼索夫（英語：Alexis Denisof，1966年2月25日—）是一名美國男演員。他最著名的作品是在《吸血鬼獵人巴菲》及其派生作品天使中出演Wesley Wyndam-Pryce角色。他有俄羅斯、法國和愛爾蘭血統。